# 1300-talet

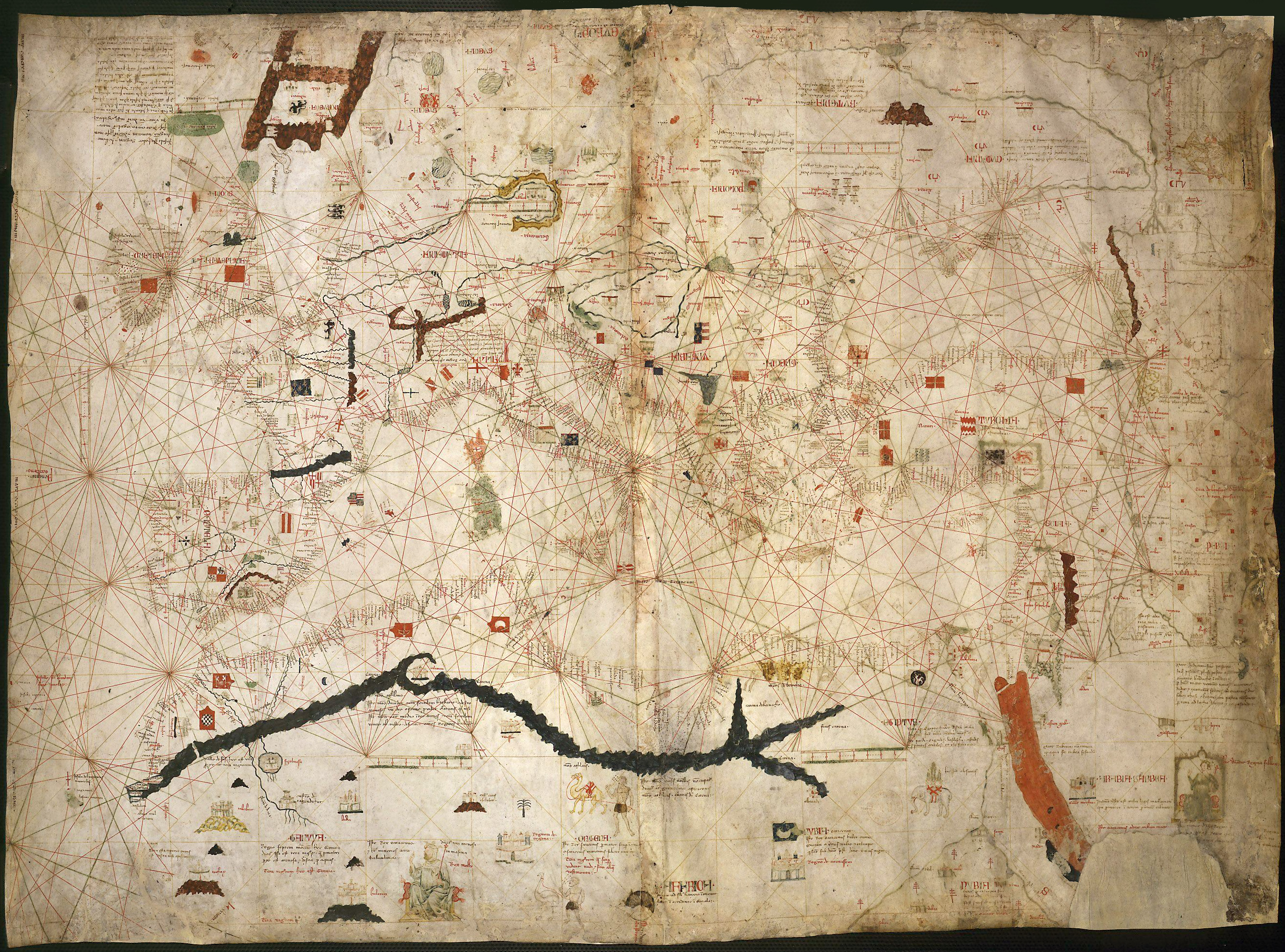
En så kallad portolankarta (ett sjökort där hamnar och kuster är återgivna) över Medelhavet, Svarta havet, östra Atlanten och Nordsjön. Portolankartor började tillverkas under detta århundrade i Italien, Spanien och Portugal och under tiden för upptäcktsfärderna ansågs de vara statshemligheter. Detta sjökort är konstruerat av Angelino Dulcert från Mallorca 1339.

I början av 1300-talet avslutas skotska frihetskriget och under 1320-talet används kanoner för första gången i Europa. Hundraårskriget inleds 1337 - Edvard III av England gör anspråk på den franska tronen och går i krig, där engelsmännen vinner en stor seger i slaget vid Sluys. Andra halvan av århundradet präglas av digerdöden, där så många som 20 miljoner människor kan ha dött i Europa.
Seklet avslutas med att armborst och kanoner minskar riddarnas betydelse, vilket i sin tur medför slutet för feodalismen.

## Händelser

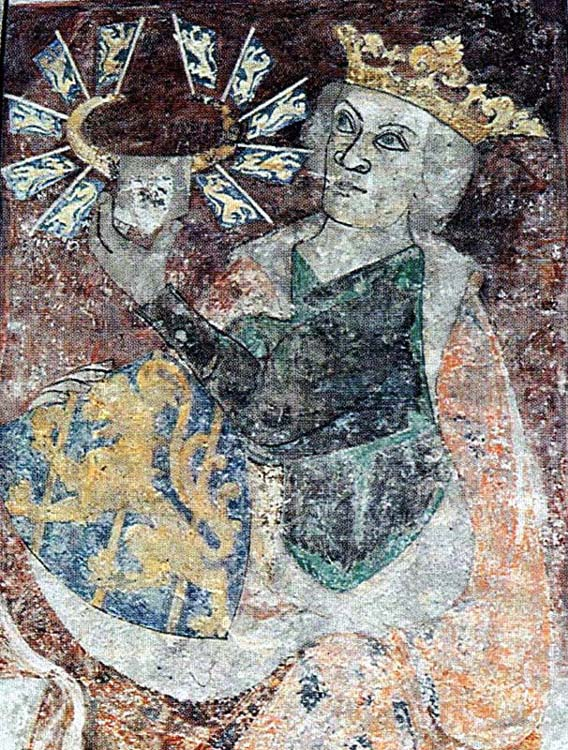
Kung Birger, målning 1300-talet.

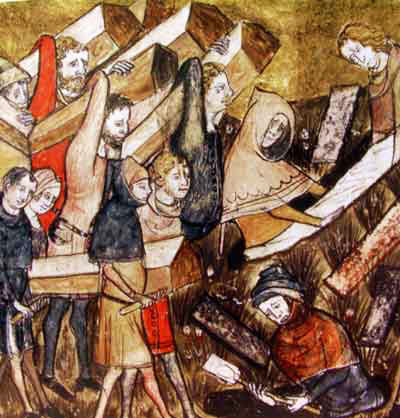
"The Chronicles of Gilles Li Muisis" (1272-1352). Bibliothèque royale de Belgique, MS 13076-77, f. 24v.

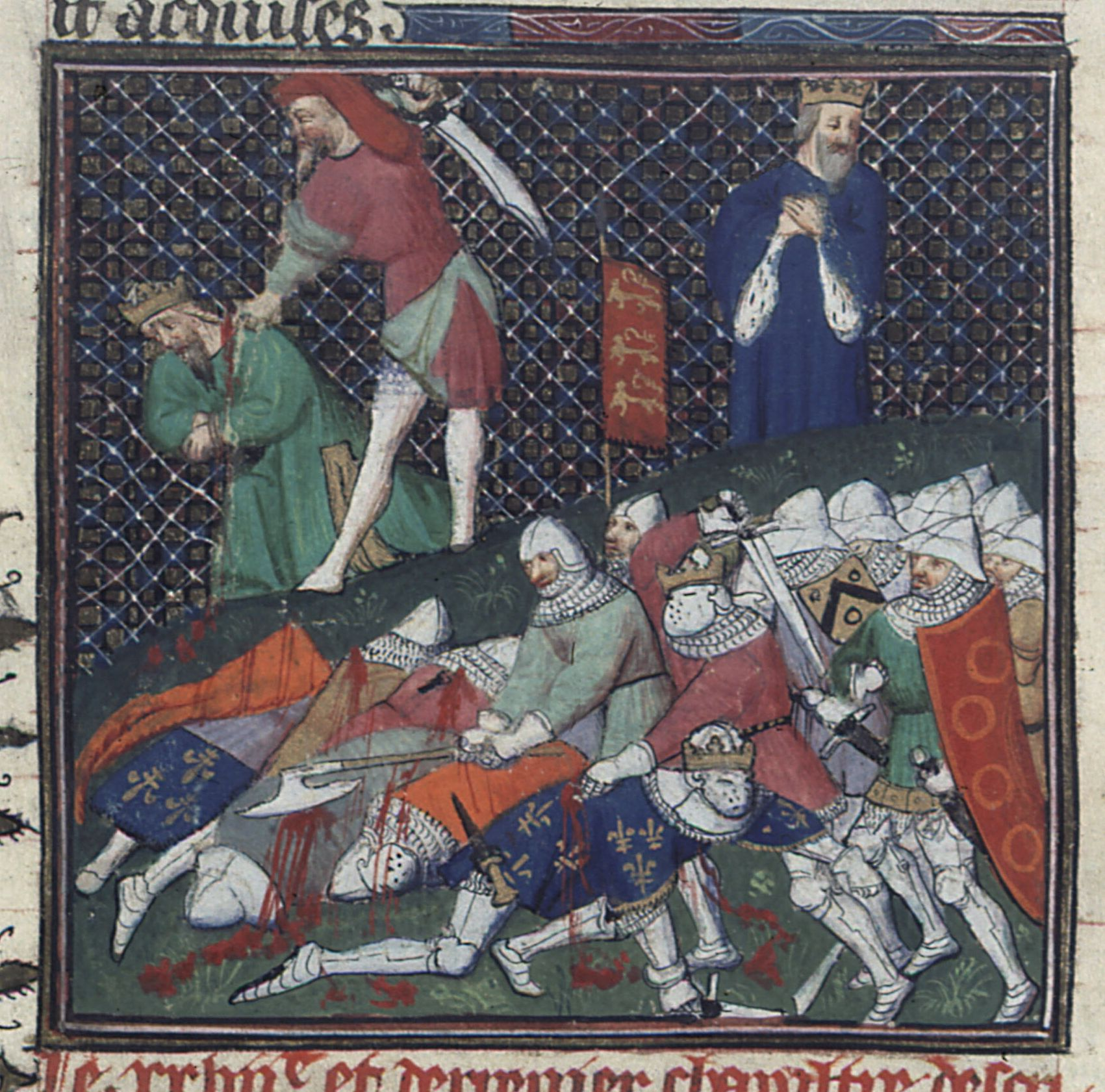
Slaget vid Poitiers 1356, målning ca 1400.

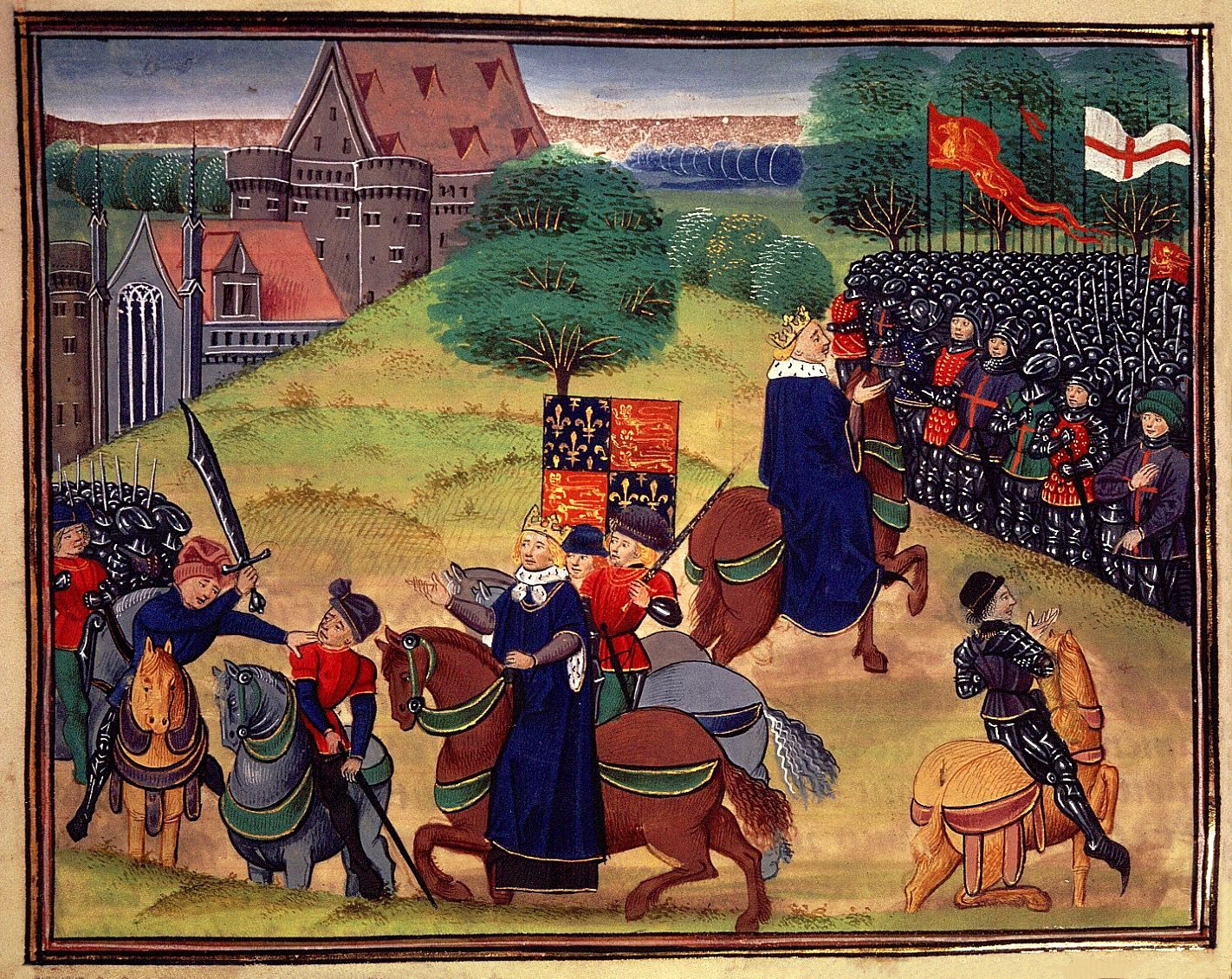
Bonderevolten i England, målning 1385-1400.

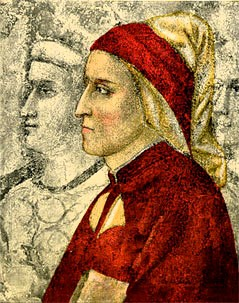
Dante (1265–1321)

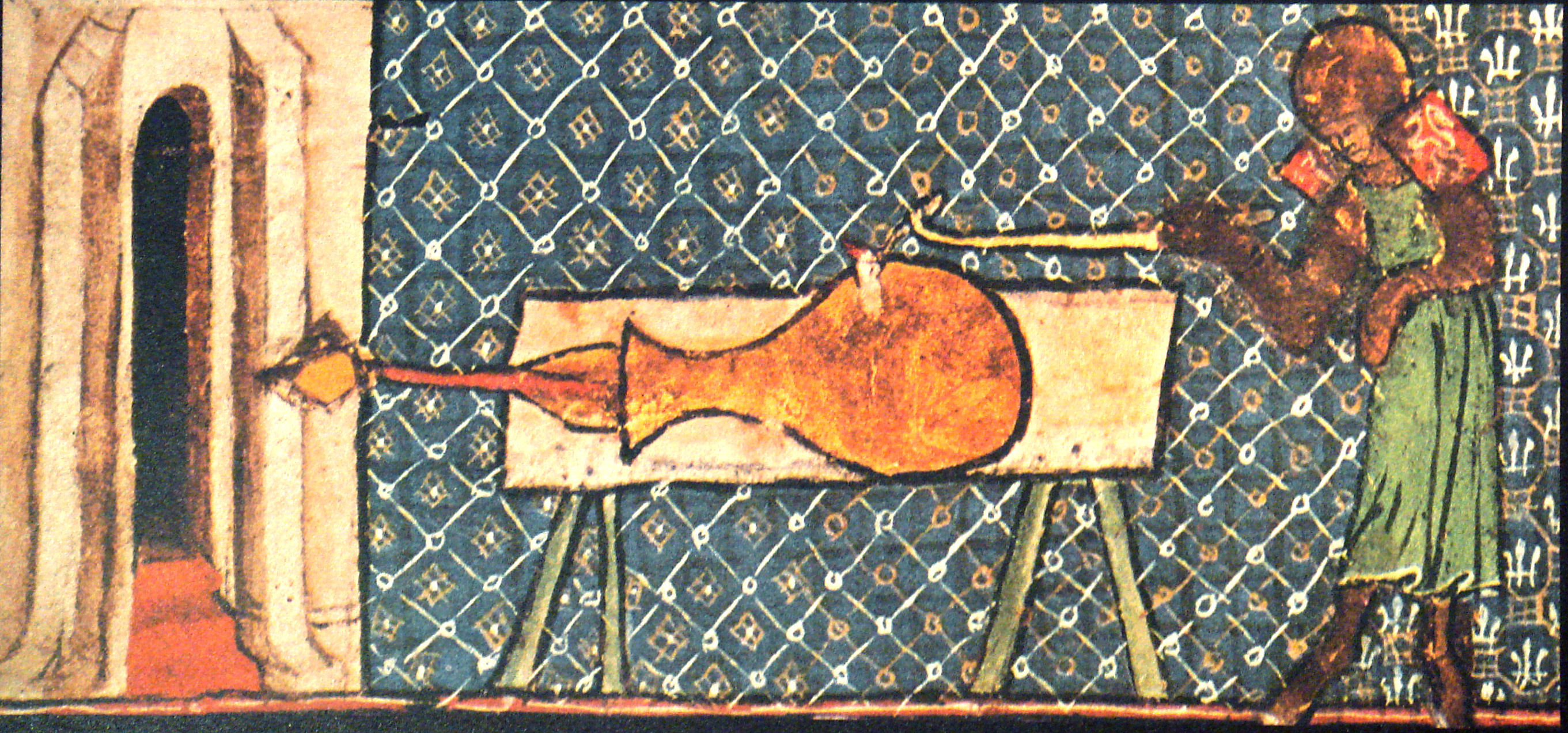
Kanon, målning i bok,1326.

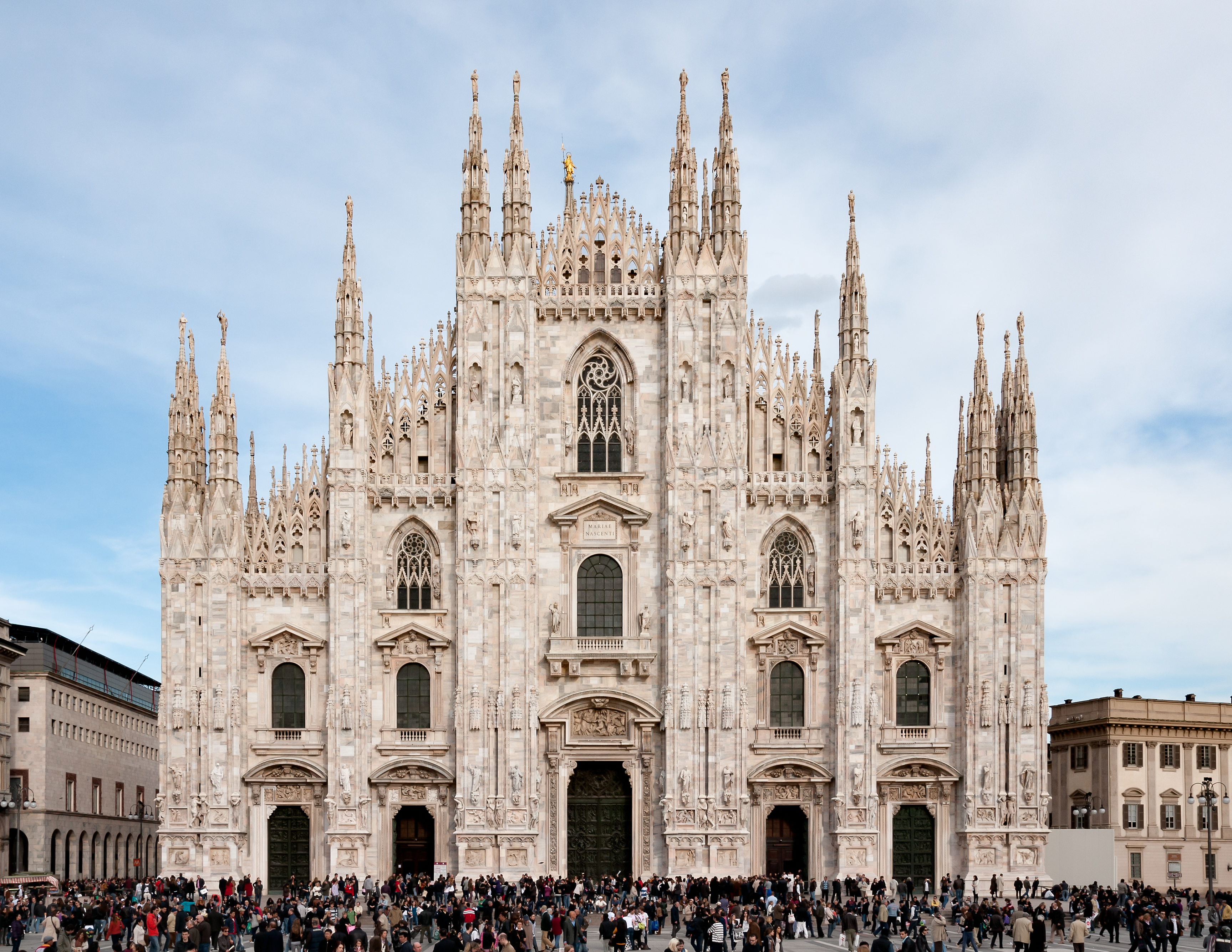
Katedralen i Milano, foto 2010.

### Vädret
Under tidiga 1300-talet började en nedkylning i Europa som utvecklade sig till Lilla istiden. Under vintrarna 1303/1304 samt 1306/1307 var även södra delen av Östersjön täckt av is. Kalla dagar, stormbyar och starkt regnfall ökade. Samtidig förekom oftare tider med missväxt och hunger. Särskild rik på regn var året 1315 som jämfördes med syndafloden.

### Krig och politik
- 1300 - Ullhandeln når sin kulmen i England. I de rika ullstäderna byggs stora kyrkor.
- 1306 - Håtunaleken utspelas som en del av konflikten mellan kung Birger Magnusson och hans två yngre bröder hertigarna Erik och Valdemar och bröderna tar kungen till fånga.
- 1307 - Maliimperiet når sin kulmen under Mansa Musa med Timbuktu som huvudstad.
- 1309 - Påven flyttar från Rom till Avignon och det så kallade Avignonpåvedömet kommer att vara till 1376.
- 1317 - Vid Nyköpings gästabud tar Birger Magnusson hämnd på sina bröder hertigarna Erik och Valdemar genom att fängsla dem.
- 1319 - Det så kallade Frihetsbrevet, som har kallats "Sveriges Magna Charta", upprättas i samband med att den treårige Magnus Eriksson väljs till Sveriges kung.
- 1325 - Aztekerna grundar staden Tenochtitlan (nuvarande Mexico City).
- 1320-talet - Kanoner används för första gången i Europa.
- 1335 - Kinesen Wang Dayuan seglar till Indien, Nordafrika och Egypten och blir därmed den förste kinesen som seglar till Medelhavet.
- 1337 - Hundraårskriget mellan England och Frankrike inleds och kommer att pågå till 1453 eftersom Edvard III gör anspråk på den franska tronen.
- 1340 - Engelsmännen segrar i slaget vid Sluys (utanför Belgiens kust).
- 1341-1347 - Ett inbördeskrig utkämpas i det Bysantinska riket.
- 1344 - Böldpest bryter ut i Kina och Indien.
- 1347-1352 - Pestepidemin Digerdöden sprider sig över Europa och människor flyr från städerna, eftersom den blir värst där. När den är slut har möjligen så många som 20 miljoner européer dött i sjukdomen (bara i Venedig kan det röra sig om 100 000 människor) och i exempelvis Sverige kan så många som var tredje innevånare ha dött.
- 1350 - Magnus Erikssons landslag utfärdas och ersätter de svenska landskapslagarna. Ungefär samtidigt utkommer Magnus Erikssons stadslag.
- 1356 - Engelsmännen besegrar fransmännen i slaget vid Poitiers.
- 1358 - Ett bondeuppror i norra Frankrike slås ner.
- 1368 - Mongoldynastin Yuan i Kina besegras och efterträds av handynastin Ming som regerar till 1644.
- 1376 - Avignonpåvedömet upphör, påven flytter tillbaka till Rom
- 1377 - London har nu minst 50 gillen och en befolkning på över 35 000 invånare.
- 1380 - Karl V av Frankrike dör och efterträds av Karl VI.
- 1381 - En bonderevolt utbryter i England med kravaller i sydöstra delen av landet som följd.
- 1389 - Drottning Margareta av Danmark och Norge blir regent även i Sverige.
- 1389 - Slaget vid Kosovo Polje utkämpas mellan Serbien och Osmanska riket.
- 1397 - Erik av Pommern kröns i Kalmar till kung över hela Norden. Kalmarunionen kommer till stånd och varar fram till 1523.
- Khmerriket försvagas av alltför väldiga byggplaner, motsättningar inom kungafamiljen och krig med thailändarna.